# Loricaster rotundus
Loricaster rotundus är en skalbaggsart som beskrevs av Albert A. Grigarick och Schuster 1961. Loricaster rotundus ingår i släktet Loricaster och familjen dvärgkulbaggar. Inga underarter finns listade i Catalogue of Life.